# Otto Pittinger
Otto Pittinger (* 12. Februar 1878 in Wörth an der Donau; † 7. August 1926 in München) war ein bayerischer Sanitätsrat, Politiker und Soldat.

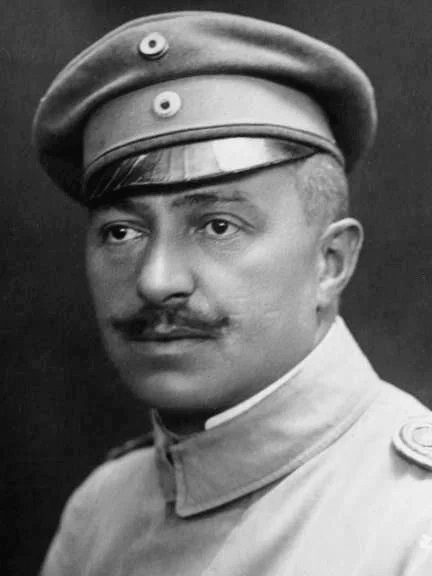
Sanitätsrat Otto Pittinger

## Leben
Otto Pittinger wurde in Wörth an der Donau als Sohn eines Brauereibesitzers geboren. Nach seiner Schulzeit studierte er in München Medizin und war während seines Studiums 1898 Mitglied des Münchner Corps Ratisbonia.

### Zeit als Zivilarzt
Nach seiner medizinischen Ausbildung ließ er sich als Praktischer Arzt in Regensburg nieder und wirkte dort zugleich als Bahnarzt. Überdies engagierte er sich auf dem Gebiet der Versorgung von Säuglingen und war einer der ersten Ärzte, die sich am Bestreben um die Säuglingsfürsorge im Deutschen Reich beteiligten. Im Jahr 1906 gründete er die erste Mütterberatungsstelle in Regensburg.
1907 rief er den Verein zur Bekämpfung der Kindersterblichkeit ins Leben. Diese Institution wurde durch seinen Vorsitz erfolgreich und drei Jahre danach als Kreisverband über die gesamte Oberpfalz ausgedehnt. Es war der erste Kreisverband der Zentrale für Säuglingsfürsorge. 1910 gründete Pittinger das Säuglingsheim und die Milchküche in Regensburg und baute die Anstalt aus. Es war das erste städtische Säuglingsheim in Bayern.

### Zeit als Militärarzt

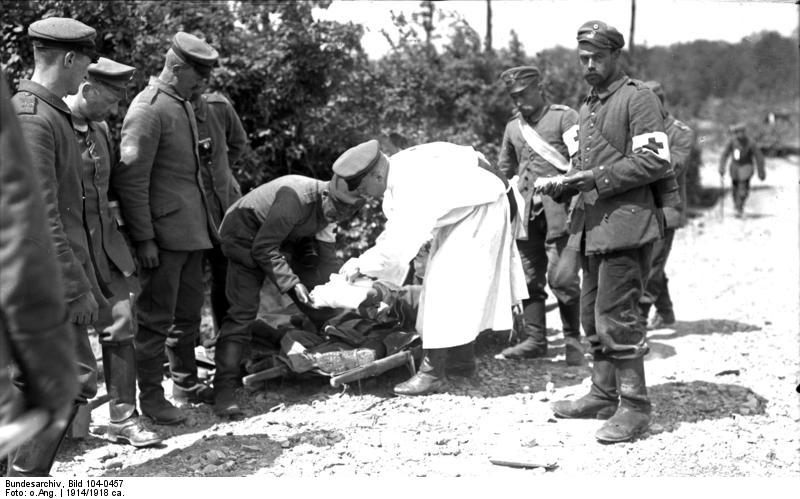
Verwundetenversorgung im Ersten Weltkrieg

Während des Ersten Weltkriegs, von 1914 bis 1917, war Pittinger von Beginn an als Stabsarzt bei der 6. Reserve-Division eingesetzt. Im Stellungskrieg war er mit der Schaffung und Einrichtung der verschiedenen Wohlfahrtsanstalten beauftragt. In dieser Einrichtung war er verantwortlich für die gesundheitliche Ausstattung der Quartiere und Kasernen für die Reserven, der Schaffung eines Offiziers- und Erholungsheims, einer Desinfektions- und Reinigungsanstalt, der Errichtung von Mineralwasserfabriken und Badeanstalten sowie allen dem Wohle und der Gesundheit der Truppe dienenden Einrichtungen. Im Fronteinsatz kümmerte er sich um die Behandlung der Verwundeten und deren psychischen Zustand. Er war Träger des Eisernen Kreuzes 1. Klasse.
Ende 1917 betraute ihn das bayerische Kriegsministerium mit der Errichtung der Kriegssiedlung Unterhaching. Hier handelte es sich um einen Ausbildungs- und Musterbetrieb für Kriegsbeschädigte.

### Nach dem Ersten Weltkrieg
Nach dem Krieg kehrte er nach Regensburg zurück, wo er sich gegen die Novemberrevolution engagierte. Hier war er maßgeblich an der Schaffung der bayerischen Einwohnerwehr in der Oberpfalz beteiligt und übernahm deren Leitung in der Region Regensburg.
Nachdem diese Wehr 1921 aufgelöst worden war, schuf er die "Organisation Pittinger", die 1922 zum Bund Bayern und Reich umbenannt wurde. Diese Organisation strebte den Wiederaufbau des Landes über die Monarchie mit Bismarckischer Reichsgestaltung sowie die körperliche Ertüchtigung der Jugend an. Sie war ein paramilitärischer Dachverband mit engen Kontakten zur Reichswehr und entwickelte sich bis Mitte 1922 zur stärksten Vereinigung dieser Art in Bayern. Hier war er neben Otto von Stetten und Robert Ritter von Xylander bis 1926 Vorsitzender. Pittinger war 1923 an den Vorbereitungen eines Marsches auf Berlin beteiligt, der "Bund Bayern und Reich" zerfiel ab 1923 und ging ab dem Jahr 1929 im "Stahlhelm, Bund der Frontsoldaten" auf.
Im August 1926 starb Sanitätsrat Otto Pittinger im Alter von 48 Jahren auf der Rückreise von der Adria. Seine letzte Ruhestätte liegt auf dem Münchner Waldfriedhof.

## Würdigung
Die Gemeinde Unterhaching würdigte sein Schaffen als Siedlungsgründer durch die Widmung eines Straßennamens sowie die Benennung eines Platzes.